# 広島親局送信所
広島親局送信所（ひろしまおやきょくそうしんじょ）では、広島県広島市内にあるテレビジョン放送とFMラジオ放送の親局送信所について述べる。FM放送が比治山（ひじやま）と黄金山（おうごんさん）、テレビ放送が絵下山（えげさん）と、3か所に分かれている。
広島県を放送対象地域とする全てのテレビ・FM放送の親局が位置する。

## 放送区域
広島県全世帯の46%、約50万世帯をカバーしている。
全域
- 広島市中区、南区
- 府中町
- 海田町
- 熊野町
- 坂町

一部
- 広島市東区、西区、安佐南区、安芸区、佐伯区
- 呉市
- 大竹市
- 東広島市
- 廿日市市
- 江田島市
- 山口県岩国市及び和木町

## 歴史
- 1956年（昭和31年）3月21日 - 【比治山】NHK広島放送局、総合テレビジョン放送開始。
- 1959年（昭和34年）4月1日 - 【黄金山】ラジオ中国（RCC、現中国放送）、標準テレビジョン放送開始。
- 1961年（昭和36年）1月8日 - 【比治山】NHK広島放送局、教育テレビジョン放送開始。
- 1962年（昭和37年）
  - 9月1日 - 【黄金山】広島テレビ放送（HTV）開局。
  - 9月17日 - 【比治山】NHK広島放送局、FM実験放送開始。
- 1963年（昭和38年）12月16日 - 【比治山】NHK広島FM実験放送局が実用化試験局に移行、同時にステレオ放送実験局となる。
- 1969年（昭和44年）3月1日 - 【比治山】NHK広島FM放送実用化試験局・FMステレオ放送実験局が標準放送局に昇格、本放送開始[1]。
- 1970年（昭和45年）12月1日 - 【絵下山】広島ホームテレビ（HOME、旧UHT）、県内初のUHF親局として開局。
- 1975年（昭和50年）10月1日 - 【絵下山（発喜山）】テレビ新広島（tss）開局。
- 1982年（昭和57年）12月5日 - 【黄金山】広島エフエム放送（HFM、JOGU-FM）開局。
- 2003年（平成15年）7月 - 【絵下山】NHK広島、RCC、HTV、HOME、tss（以下「広島の全テレビ局」とする）共同によるデジタルテレビ送信所鉄塔着工。
- 2006年（平成18年）
  - 4月3日 - 【絵下山】広島の全テレビ局がデジタル放送の試験電波発射開始。
  - 4月18日 - 【絵下山】午前10時よりデジタルテレビ送信所の竣工式。
  - 6月23日 - 【絵下山】広島の全テレビ局がデジタル放送の試験放送開始。
  - 10月1日 - 【絵下山】広島の全テレビ局がデジタル放送の本放送開始。
- 2011年（平成23年）
  - 7月24日 - 【比治山、黄金山】この日の正午を目安として広島の全テレビ局がアナログ放送を停波。
  - 12月9日 - 【黄金山】ジャパン・モバイルキャスティングに予備免許交付[2]。
- 2012年（平成24年）
  - 4月1日 - 【黄金山】ジャパン・モバイルキャスティングの送信施設が置かれた。
  - 4月17日 - 【黄金山】ジャパン・モバイルキャスティングに本免許交付。
  - 4月23日 - 【黄金山】ジャパン・モバイルキャスティングの本放送開始。
- 2015年（平成27年）
  - 7月8日 - 【黄金山】中国放送がFM補完中継局の試験放送を開始[3]。
  - 12月1日 - 【黄金山】中国放送がFM補完中継局の本放送を開始[4]。

### 地上デジタル放送
広島県に於いては、地上デジタルテレビジョン放送は2006年10月1日に開始することが決定し、これに先立ち2005年11月15日、全国のデジタル放送未開始の放送事業者とともに在広島のテレビ局にも予備免許が交付された。
送信所については、デジタル放送がUHF帯を使用することと、UHFアンテナ1本で在広島のテレビ局を視聴できるようにするため、アナログUHF親局が位置する絵下山に共同設置することを各社局で決め、2003年7月から送信所の建設工事が始まった。また電波銀座といわれる瀬戸内海に位置するだけあって、この頃から広島県でも現行アナログチャンネルの移行「アナアナ変換」が行われ始めたが、全国の送信所と同様に親局のチャンネル変更は無かった。
そして本放送開始半年前の2006年4月3日になると在広島のテレビ局全社局が試験電波の送信を開始したが、この試験電波はPN信号を発射することによるもので、映像・音声は送信されず視聴は出来ないものであった。また出力は当初は30Wでの減力発射で、その後5月上旬から200W、6月上旬からフルパワー3kWへと段階的に出力を増力していった。
この頃になるとテレビ各社局や送信所のデジタル施設も続々と完成していき、同年4月18日10:00には絵下山のデジタル送信所で竣工式が行われた。その後各社局とも技術的な調整を行い、6月23日には全社局とも映像・音声を含めた試験放送を開始。これは放送局ID付与によるもので、一般のデジタルチューナーでも視聴可能な放送が始まった。またこの放送は原則終日フィラーの繰り返しであり、減力あるいは停波したりすることがあるものであったが、一部時間帯でアナログ放送とのサイマル放送を実施する社局もあった。
そして放送開始2か月前になると、各社局が以下のスケジュールで終日アナログ放送との完全サイマル放送を行う「サービス放送」を開始した。
- 8月4日 - NHK広島放送局（総合・Eテレ）
- 8月26日 - 広島テレビ
- 8月28日 - テレビ新広島
- 9月3日 - 広島ホームテレビ
- 9月4日 - RCCテレビ

RCCテレビが最後となったのは、7月下旬から番組単位で単発的にアナログ放送とのサイマル放送を行っていたためで、結果的にサービス放送の開始は他社局に遅れることになった。
サービス放送を開始した各社局は最終調整を行った上で、9月28日に総務省よりそれまでの予備免許から本免許に当たる無線局免許状が交付され、予定通り10月1日に本放送を開始した。

### 放送事故
当時西日本各地の国土交通省（気象台）より雷注意報が発表されていた2008年8月14日06:30頃、RCCテレビの黄金山送信所（アナログテレビジョン放送親局）で、「落雷によるものと考えられる事故」（RCC発表）が発生。黄金山送信所の商用受電設備が焼損、バックアップのための自家用発電設備までもが焼損して完全に停電。自家用発電設備の応急修理が完了し運転開始するまでの5時間弱、黄金山送信所及びこのTTL（放送波中継網）にある各中継局が停波、広島県西部および北部でのアナログテレビジョン放送が停波した。
また、黄金山送信所の完全停電が長時間に及んだため、黄金山送信所を経由する広島県東部向け回線も約3時間後にバックアップ蓄電池切れによりダウン。東部向け放送もできなくなり、以降、自家用発電設備が仮復旧するまで、広島県全域でのアナログテレビジョン放送が完全に停波した。
これにより黄金山送信所で設備を共用している広島FMの放送にも影響が及んだ。停波中、RCCラジオでは停波状況を随時放送、また放送再開直後のローカルニュースにおいて、黒焦げとなった黄金山送信所の電源設備の被害状況を放送、テロップ等による謝罪を繰り返し行った。
この事故は電源室火災となり、消防車まで出動する大きなものとなったが、幸い送信所全焼等の最悪の事態には至らず、人的被害もなかった。なおこの日、広島県では16万世帯以上が送電線などへの落雷が原因で停電、最大で14時間以上電力供給が停止、JR西日本各線でも落雷による信号機故障などで運休や遅れが相次いだ。

## 施設
アナログの在広島のテレビ局の親局は、UHFの広島ホームテレビとテレビ新広島は安芸区の発喜山に設置しているものの、VHFについては、NHK広島放送局は南区の比治山、RCCテレビと広島テレビは同じ南区の黄金山と、それぞればらばらに送信所を置いていた。
このため場所によっては、アナログ放送用VHFアンテナを局ごとに設置する必要があり、VHFアンテナを2本設置しなければならなかった。そこで、各放送局はデジタルテレビの開始に際し、送信所を集約することを決め協議した結果、UHF親局2社のアナログ送信所に近い絵下山に全社共同のデジタル送信所を設置した。

### 比治山

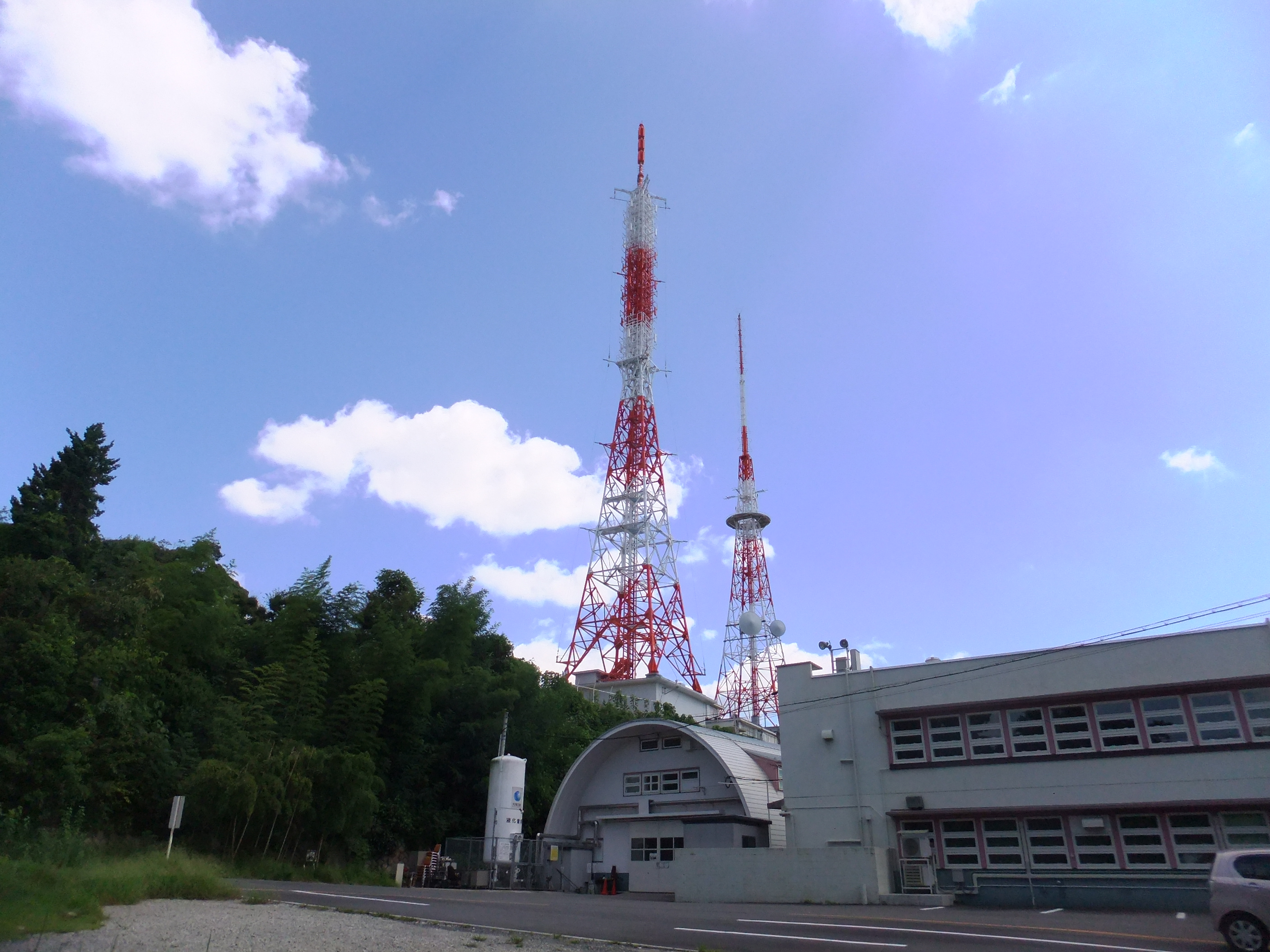
NHK比治山放送所（アナログTV時代）

- 所在地：広島市南区比治山公園5番3号（比治山）

比治山は広島市中心部に位置する標高70.9メートルの丘状の山で、山全体が比治山公園として整備されている。基地局がある地には元々比治山陸軍墓地が存在した。
ここにはNHK広島放送局がFM放送の送信所を置いている。送信所は海抜64.3mの山頂付近に位置しているが、標高が低く周りを市街地に囲まれているため、一部地域ではビル陰による難聴地帯がある。空中線地上高は61.4mである。
アンテナはスーパーターンスタイルアンテナ8段。完成から55年以上を経過し老朽化が進んでいるため、隣接地（解体を完了したアナログEテレ用の鉄塔・局舎の跡地）に新しいFM放送の送信局舎と鉄塔の建設が予定されている。

### 黄金山
黄金山は標高221.7m、上記比治山と同じ南区であるが、比治山の南東約2.4kmに位置している。
山頂には、かつて広島テレビとRCCテレビがアナログテレビジョン放送の送信所を設けていた。このうちRCCテレビの鉄塔には広島FMの送信所を設置し、RCCラジオもFM補完中継局との開始にあたり送信所を設置した。かつて広島テレビの鉄塔はジャパン・モバイルキャスティング（Jモバ・NOTTV）に転換されたが2016年に閉局し存在しない（2017年11月解体）。北と南の2か所にピークが存在し、三角点があって最高地点である北側のピークにかつての広島テレビ、南側のピークにRCCラジオ（FM補完）と広島FMが位置する。また北西へ約2.4kmの地点には比治山がある。

#### RCCアナログTV・広島FM・RCCラジオFM補完
| 広島FM黄金山送信所（左・局舎、右・アンテナ）単独設置の頃 |  | 広島FM黄金山送信所（左・局舎、右・アンテナ）単独設置の頃 |
| 広島FM黄金山送信所（左・局舎、右・アンテナ）単独設置の頃 |  |                                                          |

- 所在地：広島市南区黄金山町1256番地

両社が局舎・鉄塔を共同で使用していて、FM放送（2011年7月まではアナログテレビ放送も）を送信している。アンテナは各社単独で使用し、鉄塔上段がRCCラジオFM補完（スーパーターンスタイルアンテナ3段）、下段が広島FM（2L双ループアンテナ2段4面）である。アナログテレビ放送の終了後、同鉄塔に設置されてきたRCCアナログテレビのスーパーターンスタイルアンテナ（12段）が撤去され、その後RCCラジオFM補完中継局の開始に向けて新たにスーパーターンスタイルアンテナが取り付けられた。

#### 広島テレビアナログTV→Jモバ・NOTTV
- 所在地：広島市南区黄金山町1256番地

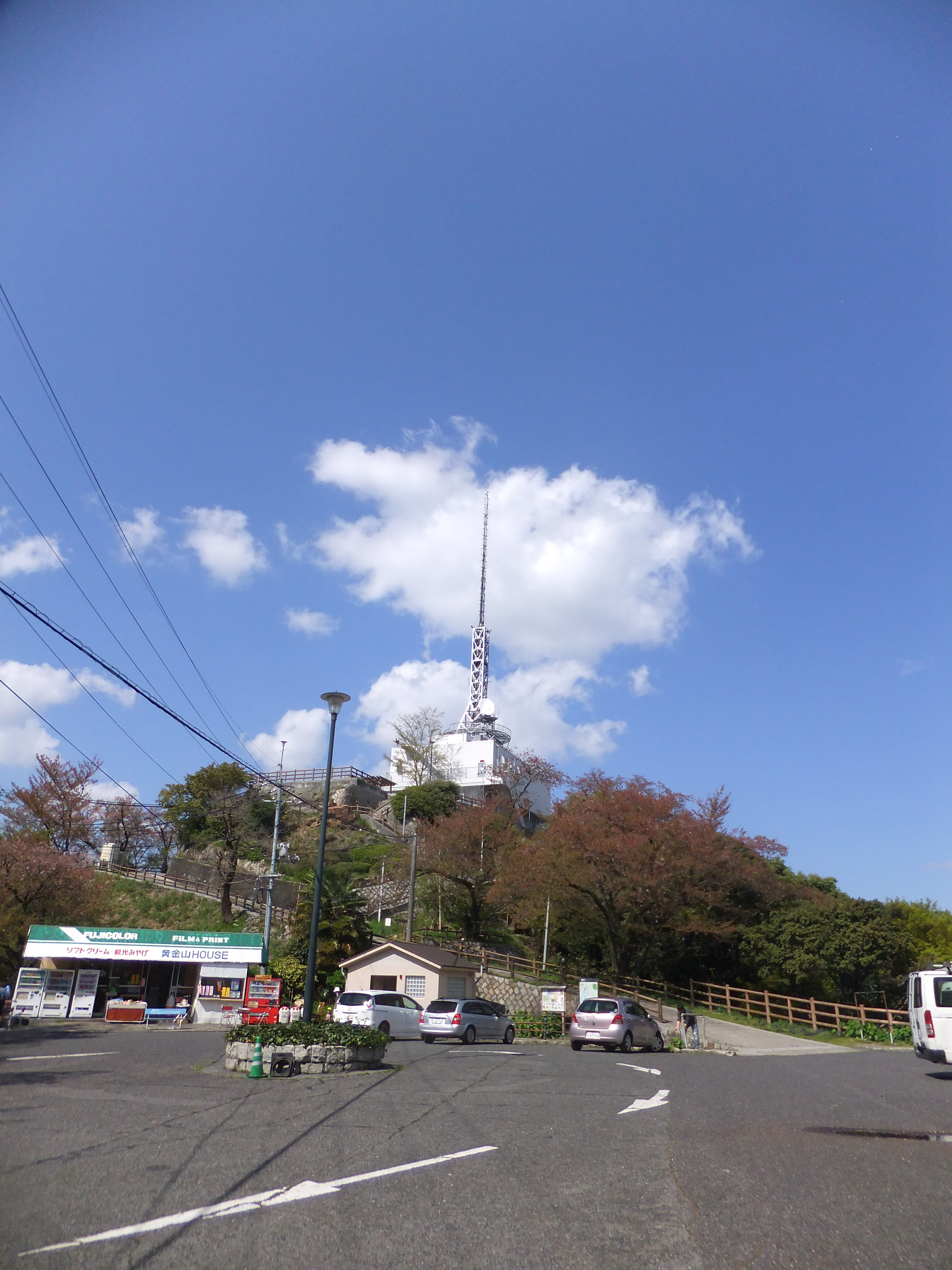
NOTTV送信所

北側のピークに位置し、広島市を見渡す展望台に隣接している。かつてアナログテレビ放送を送信していて、鉄塔・局舎・アンテナなどの施設は全て広島テレビ単独で使用、デジタル放送移行後はJモバ・NOTTV送信所になったが、2016年に閉局、2017年に解体された。空中線形式はスーパーターンスタイルアンテナ12段。

### 絵下山
絵下山には在広島のテレビ局送信所が置かれている。絵下山の標高は593mで、最高地点の西側に在広島のテレビ局共同によるデジタルテレビ放送所（親局）が位置する。なお、ホームテレビ、テレビ新広島のアナログ施設は2011年11月に解体、撤去された。

#### 広島ホームテレビアナログ
- 所在地：広島市安芸区矢野町字発喜山913番地

最も北側、三角点を持つピークに位置していた。鉄塔・局舎・アンテナなどの施設は全て広島ホームテレビ単独で使用していた。空中線形式は4L双ループアンテナ4段4面。テレビ新広島とともにERPは国内最高であった。

#### テレビ新広島アナログ
- 所在地：広島市安芸区矢野町字発喜山912番5号

ホームテレビの南側、在広島のテレビ局送信所によるデジタル送信所の北側のピークに位置していた。鉄塔・局舎・アンテナなどの施設は全てテレビ新広島単独で使用していた。空中線形式は4L双ループアンテナ4段4面。

#### 在広島のテレビ局送信所

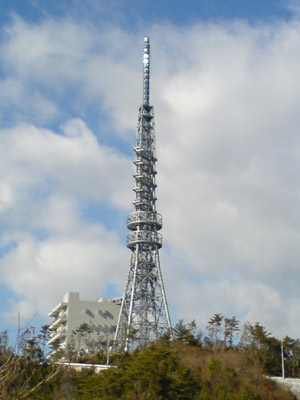
送信所全景

- 所在地：広島市安芸区矢野町字絵下山753番6号

在広島のテレビ局によるデジタルテレビ送信所が置かれている。正式名は「広島デジタルテレビ放送所」。
地上波デジタル化の際、テレビ新広島の南側のピークに新たに建設され、施設は鉄塔・局舎・アンテナとも全て共同で使用している。鉄塔は北側に位置していた既存局より高く117mである。

## チャンネル・出力概要

### デジタルテレビ放送
| リモコンキーID                                                 | 放送局名             | コールサイン | 物理チャンネル | 空中線電力 | ERP  | 放送対象地域 | 放送区域内世帯数 |
| -------------------------------------------------------------- | -------------------- | ------------ | -------------- | ---------- | ---- | ------------ | ---------------- |
| 1                                                              | NHK広島総合          | JOFK-DTV     | 14ch           | 3kW        | 30kW | 広島県       | 532,086世帯      |
| 2                                                              | NHK広島Eテレ         | JOFB-DTV     | 15ch           | 3kW        | 32kW | 全国放送     | 532,086世帯      |
| 3                                                              | RCC中国放送          | JOER-DTV     | 18ch           | 3kW        | 30kW | 広島県       | 520,007世帯      |
| 4                                                              | HTV広島テレビ放送    | JONX-DTV     | 19ch           | 3kW        | 32kW | 広島県       | 520,007世帯      |
| 5                                                              | HOME広島ホームテレビ | JOGM-DTV     | 22ch           | 3kW        | 30kW | 広島県       | 520,007世帯      |
| 8                                                              | tssテレビ新広島      | JORM-DTV     | 23ch           | 3kW        | 32kW | 広島県       | 520,007世帯      |
| - 全局局名は広島本局 - 全局設置場所は絵下山 - 全局に指向性あり |                      |              |                |            |      |              |                  |

### アナログテレビ放送
全局2011年（平成23年）7月24日正午を以って廃局
| ch | 放送局名             | コールサイン | 空中線電力 | ERP         | 放送対象地域 | 放送区域内世帯数 | 設置場所 |
| --- | -------------------- | ------------ | ---------- | ----------- | ------------ | ---------------- | -------- |
| 3- | NHK広島総合          | JOFK-TV      | 10kW/2.5kW | 83kW/21kW   | 広島県       | 約423,000世帯    | 比治山   |
| 4 | RCC中国放送          | JOER-TV      | 10kW/2.5kW | 100kW/25kW  | 広島県       | -                | 黄金山   |
| 7+ | NHK広島Eテレ         | JOFB-TV      | 10kW/2.5kW | 79kW/20kW   | 全国放送     | 約441,000世帯    | 比治山   |
| 12 | HTV広島テレビ放送    | JONX-TV      | 10kW/2.5kW | 100kW/25kW  | 広島県       | -                | 黄金山   |
| 31 | tssテレビ新広島      | JORM-TV      | 30kW/7.5kW | 410kW/100kW | 広島県       | -                | 絵下山   |
| 35 | HOME広島ホームテレビ | JOGM-TV      | 30kW/7.5kW | 400kW/100kW | 広島県       | -                | 絵下山   |
| - 全局局名は広島本局 - VHF局は無指向性、UHF局は指向性あり - NHK総合はオフセット-10kHz、Eテレはオフセット+10kHz - tssのERPは、国内のアナログ局では最大である |                      |              |            |             |              |                  |          |

### FMラジオ放送
| 周波数 （MHz）                                                         | 放送局名             | コールサイン | 空中線電力 | ERP   | 放送対象地域     | 放送区域内世帯数 | 設置場所 |
| ---------------------------------------------------------------------- | -------------------- | ------------ | ---------- | ----- | ---------------- | ---------------- | -------- |
| 76.6                                                                   | FMちゅーピー         | JOZZ8AG-FM   | 20W        | 31W   | 広島市・廿日市市 | -                | 黄金山   |
| 78.2                                                                   | HFM 広島エフエム放送 | JOGU-FM      | 1kW        | 2.3kW | 広島県           | -                | 黄金山   |
| 88.3                                                                   | NHK 広島FM           | JOFK-FM      | 1kW        | 7.1kW | 広島県           | -                | 比治山   |
| 94.6                                                                   | RCC 中国放送         | (FMRCC広島)  | 1kW        | 2.2kW | 広島県           | -                | 黄金山   |
| - 全局局名は広島本局 - 全局無指向性 - FMちゅーピーはコミュニティ放送局 |                      |              |            |       |                  |                  |          |

### マルチメディア放送
2016年（平成28年）6月30日正午を以って放送終了
| 周波数        | 放送局名     | 空中線電力 | ERP   | 放送区域             | 放送区域内世帯数 | 運用開始日    |
| ------------- | ------------ | ---------- | ----- | -------------------- | ---------------- | ------------- |
| 214.714286MHz | Jモバ広島MMH | 12.5kW     | 125kW | 広島県南部の一部     | 107万1845世帯    | 2012年4月23日 |
| 214.714286MHz | Jモバ広島DTV | 12.5kW     | 125kW | 広島県・山口県の一部 | 約-世帯          | 2015年4月1日  |

## 備考
- 県内は、山がちな地形が多いため、山間部はもちろん広島市内などでも中継局が多数設置されている。
- デジタルテレビ親局（絵下山）からの電波は瀬戸内海を介してスピルオーバーし香川県内にまで到達する。この影響により、当地では物理チャンネルが重複する一部の地元局との混信が起こっている。
- 地デジ(絵下山)の電波は、スピルオーバーをしてしまい瀬戸内海を越え上関町柳井市の対岸まで電波が届いている。